# Steatocranus gibbiceps
Espèce
Statut de conservation UICN

 LC  : Préoccupation mineure
Steatocranus gibbiceps est une espèce de poissons d'eau douce de la famille des Cichlidae. C'est une espèce fluviatile (n'appartenant pas aux grands lacs), endémique de la République démocratique du Congo.

## Variétés géographique
Selon NCBI une sous-espèce ou variété géographique :
- Steatocranus cf. gibbiceps - JS-2011

## Systématique
Le nom valide complet (avec auteur) de ce taxon est Steatocranus gibbiceps Boulenger, 1899.